# Haliptilon janioides
Haliptilon janioides (E.Y. Dawson) Garbary & H.W. Johansen, 1982 é o nome botânico de uma espécie de algas vermelhas pluricelulares do gênero Haliptilon.
- São algas marinhas encontradas no México (Pacífico).

## Sinonímia
- Corallina janioides E.Y. Dawson, 1953